# Camel toe
Camel toe (uneori ortografiat și cameltoe) este un argou folosit pentru a denumi conturul labiilor mari văzut prin ținuta mulată pe corpul femeilor. Datorită unei combinații de factori anatomici și țesătura mulată ce acoperă zona dintre partea genitală, picioare și muntele lui Venus conturul labiilor poate arăta ca formă cu degetele de la copita unei cămile. Camel toe-ul apare frecvent ca urmare a purtării hainelor strâmte, cum ar fi pantaloni scurți, hotpants sau costume de baie.
Afișarea în public sau în mass-media a camel toe-ului provoacă de cele mai multe ori discuții mondene.